# Frågeteckensmetallfly
Frågeteckensmetallfly, Syngrapha interrogationis, är en fjärilsart som beskrevs av Carl von Linné 1758. Frågeteckensmetallfly ingår i släktet Syngrapha och familjen nattflyn, Noctuidae. Arten är reproducerande och har livskraftiga (LC) populationer i både Sverige och i Finland. I Sverige förekommer arten tämligen allmänt i hela landet, så även i Finland. Två underarter finns listade i Catalogue of Life, Syngrapha interrogationis herschelensis Benjamin, 1933 och Syngrapha interrogationis transbaikalensis (Staudinger, 1892).

## Bildgalleri

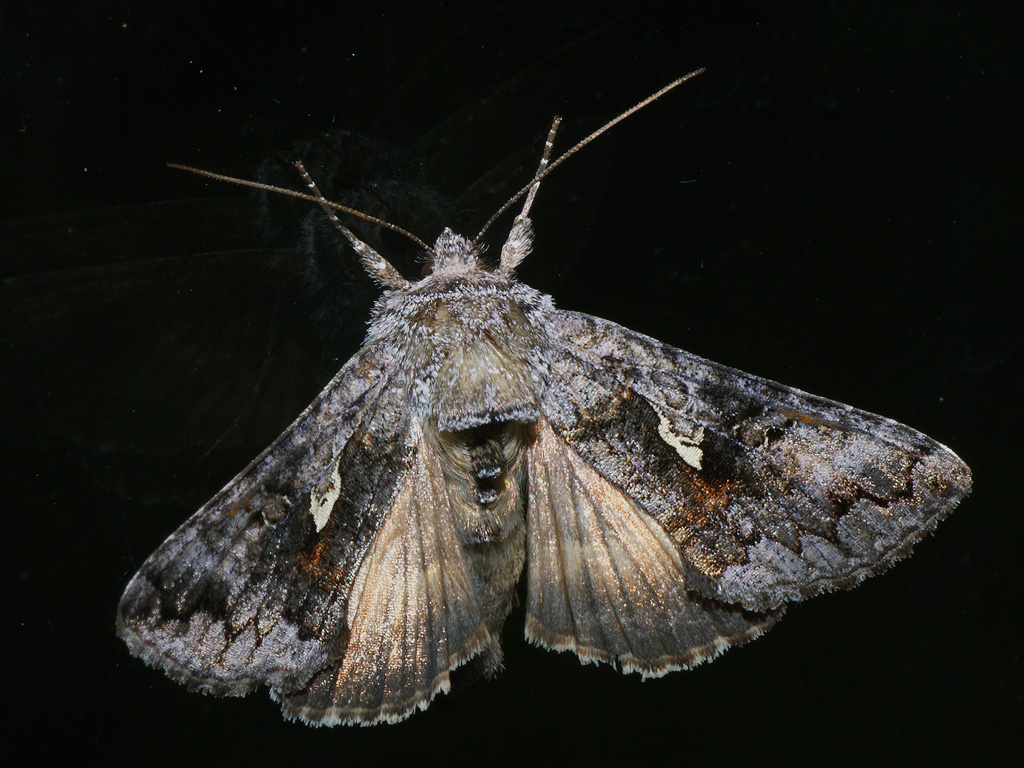
Imago fjäril
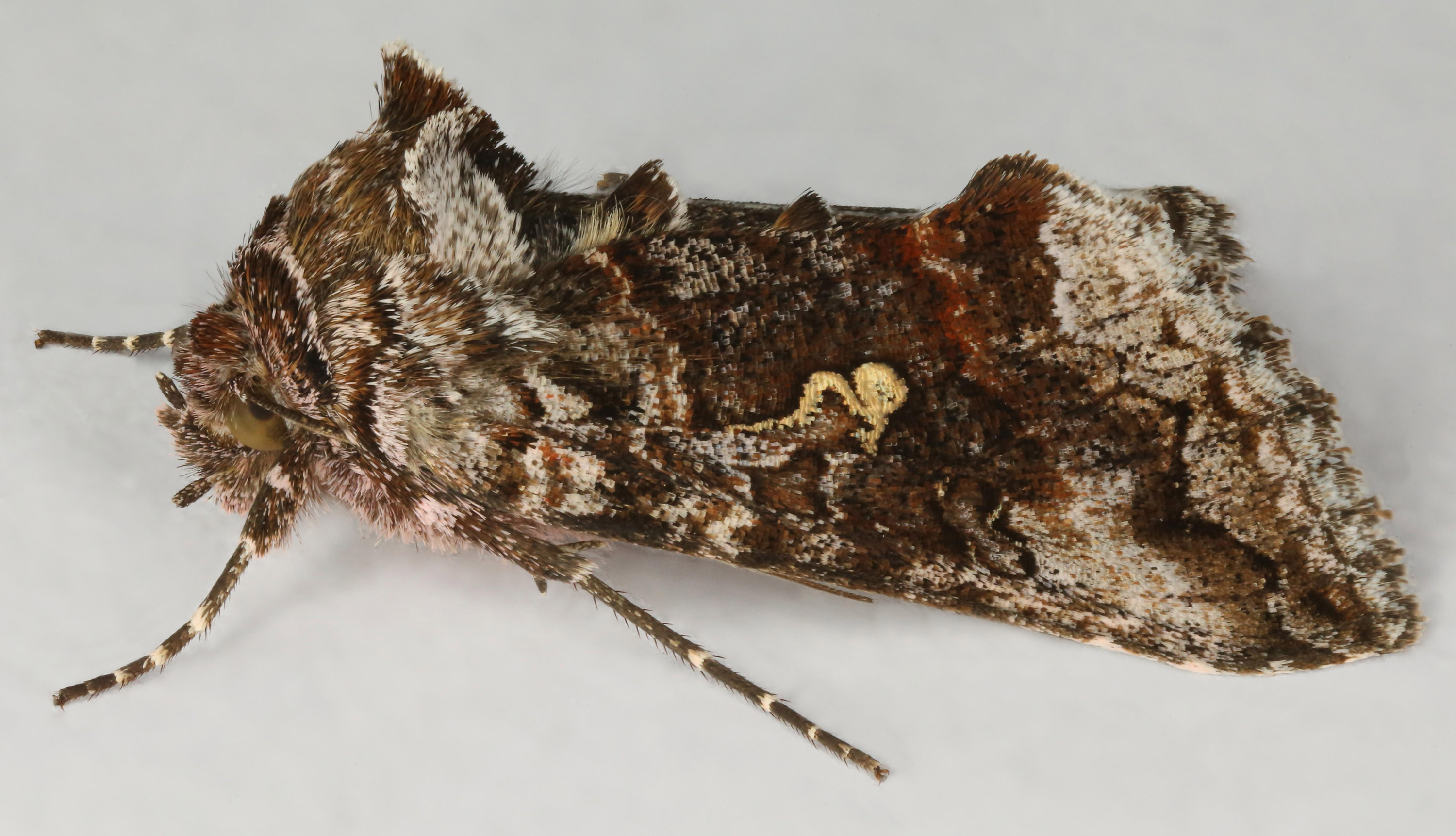
Imago fjäril
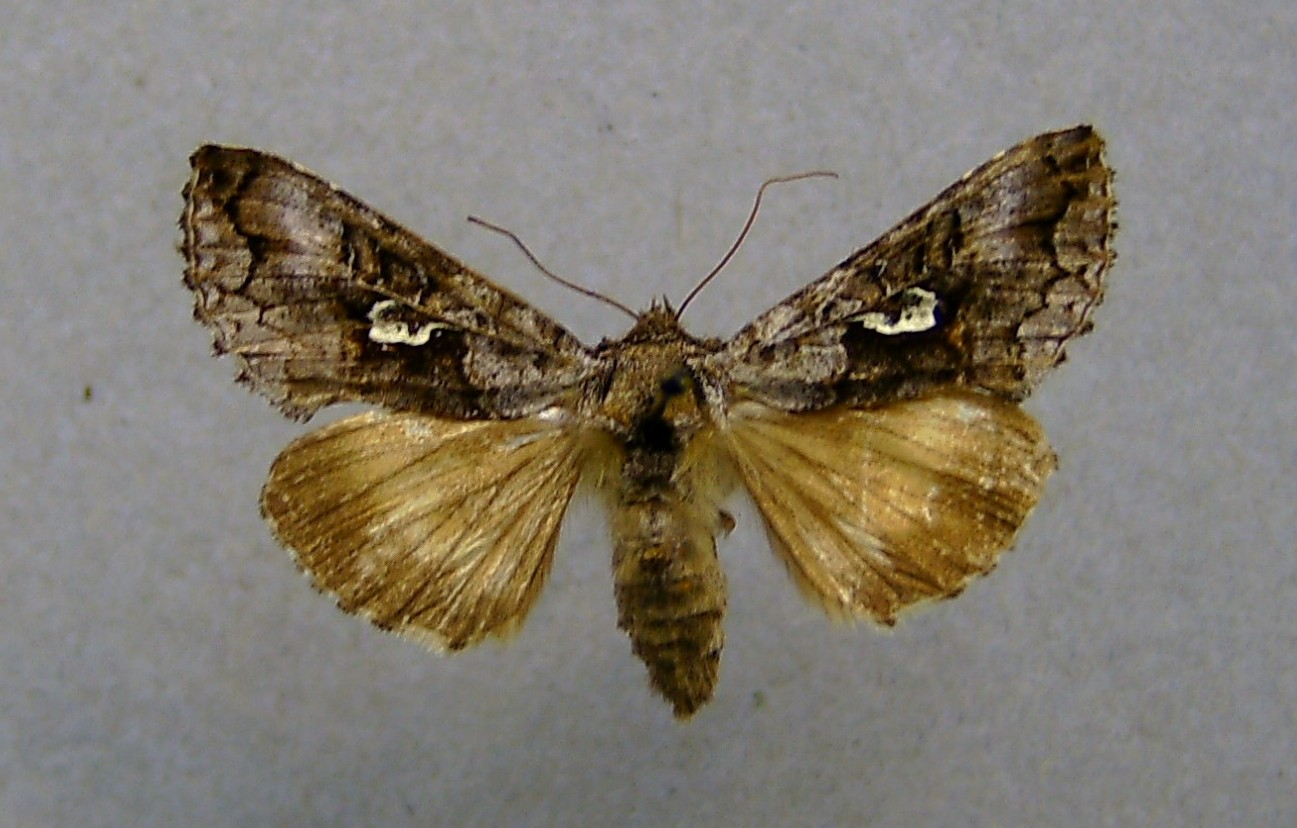
Preparerad (uppnålad) imago fjäril